# بژشچیانکا
بژشچیانکا (به لهستانی:  Brześcianka) یک روستا در لهستان است که در گمینا بیلسک پودلاسکی واقع شده‌است.